# Heroman
Heroman (яп. ヒーローマン Хи:ро:ман) — манга и аниме, созданные Стэном Ли и Bones.

## Сюжет
Подросток-сирота Джоуи жил в бедноте со своей бабушкой. Свести концы с концами ему помогали подработка в кафе да помощь двух друзей: Сая, инвалида детства, и Лины, лидера команды девушек-болельщиц. У него была мечта — заполучить робота новейшей модели «Хэйбо».
Джоуи, как мастер на все руки, собрал своего робота из запчастей и дал новому «другу» имя Heroman (Герой), мечтая как однажды они вместе смогут защищать людей и помогать близким. И его мечта сбылась — неведомым образом попавшая в робота молния оживила его.

## Список серий
| Список серий | Список серий                                 | Список серий          |
| № серии      | Название серии                               | Трансляция в Японии   |
| ------------ | -------------------------------------------- | --------------------- |
| 1            | Beginning «Бигинингу» (ビギニング)           | 1 апреля 2010 года    |
| 2            | Encounter «Энкаунта:» (エンカウンター)       | 8 апреля 2010 года    |
| 3            | Invasion «Инвэйдзон» (インヴェイジョン)      | 15 апреля 2010 года   |
| 4            | Sphere «Тама» (タマ)                         | 22 апреля 2010 года   |
| 5            | Assassins «Асасиндзу» (アサシンズ)           | 29 апреля 2010 года   |
| 6            | Backlash «Баккурассю» (バックラッシュ)       | 6 мая 2010 года       |
| 7            | Resistance «Ридзисутансу» (リジスタンス)     | 13 мая 2010 года      |
| 8            | Combat «Комбатто» (コンバツト)               | 20 мая 2010 года      |
| 9            | Alive «Арайбу» (アライブ)                    | 27 мая 2010 года      |
| 10           | Approach «Апуро:ти» (アプローチ)             | 3 июня 2010 года      |
| 11           | Menace «Мэнасу» (メナス)                     | 10 июня 2010 года     |
| 12           | Stalkers «Суто:ка:дзу» (ストーカーズ)        | 17 июня 2010 года     |
| 13           | Getaway «Гэттавэй» (ゲッタウェイ)            | 24 июня 2010 года     |
| 14           | Beleaguer «Birīgā» (ビリーガー)              | 1 июля 2010 года      |
| 15           | Revolt «Rivoruto» (リヴォルト)               | 8 июля 2010 года      |
| 16           | Decision «Deshijon» (デシジョン)             | 15 июля 2010 года     |
| 17           | Legacy «Regashī» (レガシー)                  | 22 июля 2010 года     |
| 18           | Separation «Separēshon» (セパレーション)     | 29 июля 2010 года     |
| 19           | Survival «Sabaibaru» (サバイバル)            | 5 августа 2010 года   |
| 20           | Missing «Misshingu» (ミッシング)             | 12 августа 2010 года  |
| 21           | Emotion «Emōshon» (エモーション)             | 19 августа 2010 года  |
| 22           | Memories «Memorīzu» (メモリーズ)             | 26 августа 2010 года  |
| 23           | Sortie «Soruti» (ソルティ)                   | 2 сентября 2010 года  |
| 24           | Resurrection «Rizarekushon» (リザレクション) | 9 сентября 2010 года  |
| 25           | Crisis «Kuraishisu» (クライシス)             | 16 сентября 2010 года |
| 26           | Faith «Feisu» (フェイス)                     | 23 сентября 2010 года |